# Persenbeug-Gottsdorf
Persenbeug-Gottsdorf è un comune austriaco di 2 220 abitanti nel distretto di Melk, in Bassa Austria; ha lo status di comune mercato (Marktgemeinde). È stato istituito nel 1968 con la fusione dei comuni soppressi di Gottsdorf e Persenbeug; capoluogo comunale è Persenbeug.

## Storia
A Persenbeug nel 1042 morì il vescovo Bruno di Würzburg; nel 1887 nel castello di Persenbeug nacque Carlo I d'Austria, che tra il 1916 e il 1919 fu l'ultimo sovrano dell'Impero austro-ungarico. Entrambi sono venerati dalla Chiesa cattolica (Bruno come santo, Carlo come beato).